# Omalodes laevigatus
Omalodes laevigatus är en skalbaggsart som först beskrevs av Quensel in Schönherr 1806.  Omalodes laevigatus ingår i släktet Omalodes och familjen stumpbaggar. Inga underarter finns listade i Catalogue of Life.